# Mały Wansa
Mały Wansa (jap. ワンサくん Wansa-kun; ang. Little Wansa) – manga oraz powstały na jej podstawie serial anime. W Polsce serial został wydany na VHS.

## Obsada (głosy)
- Noriko Ohara jako Wansa
- Ichirō Nagai jako Megane
- Jōji Yanami jako Lupin
- Kaneta Kimotsuki jako Gamble
- Kei Tomiyama jako Kuma
- Masako Nozawa jako Kouta